# Alfred Ridley-Martin
Alfred Ridley-Martin (ur. 9 maja 1881 w Lewisham, zm. 6 maja 1970 w Purley) – brytyjski szermierz. Członek brytyjskiej drużyny olimpijskiej w 1912 oraz 1920 roku.
Podczas I wojny światowej służył w The Buffs, (East Kent Regiment) dochodząc do rangi pułkownika. Został odznaczony Orderem Imperium Brytyjskiego.